# Medvelepkék
A medvelepkék (Arctiinae) a rovarok (Insecta) osztályának lepkék (Lepidoptera) rendjébe, ezen belül a valódi lepkék (Glossata) alrendjébe és a medvelepkefélék (Arctiidae) családjába tartozó család.

## Rendszertani felosztásuk
Az alcsaládba sorolt nemek ábécében:
- Acantharctia Aurivillius, 1899.
- Acerbia Sotavalta, 1963.
- Acyclania Dognin, 1911.
- Aemilia Kirby, 1892.
- Aethalida Walker, 1865.
- Afroarctia Toulgoët, 1978.
- Agaltara Toulgoet, 1979.
- Agaraea Herrich-Schäffer, 1955.
- Aglaomorpha Kôda, 1988.
- Alexicles Grote, 1883.
- Aloa Walker, 1855.
- Alpenus Walker, 1855.
- Alphaea Walker, 1855.
- Amastus Walker, 1855.
- Amaxia Walker, 1855.
- Amerila Walker, 1855.
- Ammalo Walker, 1855.
- Amphelarctia Watson, 1975.
- Amphicallia Aurivillius, 1900.
- Amsacta Walker, 1855.
- Amsactarctia Berio, 1938.
- Amsactoides Matsumura, 1927.
- Amurrhyparia Dubatolov, 1985.
- Anaxita Walker, 1855.
- Andala Walker, 1855.
- Apantesis Harris, 1841.
- Aphyarctia Watson, 1975.
- Aphyle Walker, 1855.
- Apiconoma Butler, 1876.
- Apocrisias Franclemont, 1966.
- Apyre Walker, 1854.
- Arachnis Geyer, 1837.
- Araeomolis Hampson, 1901.
- Arctagyrta Hampson, 1901.
- Arctia Schrank, 1802.
- Arctiarpia Travassos, 1951.
- Areas Walker, 1855.
- Argina Hübner, 1819.
- Argyarctia.
- Artimelia Rambur, 1866.
- Astralarctia Watson, 1975.
- Atlantarctica Dubatolov, 1990.
- Axiopoena Ménétriés, 1842.
- Azatrephes Hampson, 1905.
- Balaca Walker, 1865.
- Baritius Walker, 1855.
- Baroa Moore, 1878.
- Bernathonomus Fragoso, 1953.
- Bertholdia Schaus, 1896.
- Binna Walker, 1865.
- Biturix Walker, 1855.
- Borearctia Dubatolov, 1984.
- Bucaea Walker, 1866.
- Calidota Dyar, 1901.
- Callimorpha Latreille, 1809.
- Callindra Röber, 1925.
- Calpenia Moore, 1872.
- Canarctia Dubatolov, 1990.
- Carales Walker, 1855.
- Carathis Grote, 1865.
- Carbisa Moore, 1879.
- Carcinarctia Hampson, 1901.
- Carcinopyga Felder, 1874.
- Caribarctia Ferguson, 1985.
- Caridarctia Hampson, 1901.
- Caryatis Hübner, 1819.
- Castrica Schaus, 1896.
- Cheliosea Watson, 1980.
- Chelis Rambur, 1866.
- Chionarctia Kôda, 1988.
- Chlorhoda Hampson, 1901.
- Chlorocrisia Hampson, 1911.
- Cissura Walker, 1854.
- Cladarctia.
- Coiffaitarctia Toulgoët, 1990.
- Coscinia Hübner, 1819.
- Cratoplastis Felder, 1874.
- Creatonotos Hübner, 1819.
- Cresera Schaus, 1894.
- Curoba Walker, 1865.
- Cycnia Hübner, 1818.
- Cymaroa Hampson, 1905.
- Cymbalophora Rambur, 1866.
- Dasyarctia Gaede, 1923.
- Demolis Hampson, 1901.
- Diacrisia Hübner, 1819.
- Dialeucias Hampson, 1901.
- Diaphora Stephens, 1827.
- Dionychoscelis Aurivillius, 1922.
- Diospage Walker, 1854.
- Diota Wallengren, 1865.
- Disconeura Bryk, 1953.
- Disparctia Toulgoët, 1978.
- Divarctia Dubatolov, 1990.
- Dodia Dyar, 1901.
- Dodiopsis Ivinskis et Saldaitis, 2001.
- Echeta Herrich-Schäffer, 1850.
- Ectypia Clemens, 1861.
- Elysius Walker, 1855.
- Emurena Watson, 1975.
- Ennomomima Toulgoët, 1991.
- Eospilarctia Kôda, 1988.
- Epatolmis Butler, 1877.
- Epicallia Hübner, 1820.
- Epicrisias Dyar, 1912.
- Epilacydes Butler, 1875.
- Epimolis Dyar, 1913.
- Epimydia Staudinger, 1892.
- Eriostepta Hampson, 1901.
- Ernassa Walker, 1856.
- Estigmene Hübner, 1820.
- Eucallimorpha Dubatolov, 1990.
- Euceriodes Travassos, 1961.
- Euchaetes Harris, 1841.
- Eucharia Hübner, 1820.
- Eucyrta Felder, 1874.
- Eudiaphora Dubatolov, 1990.
- Euerythra Harvey, 1876.
- Euleechia Dyar, 1900.
- Euplagia Hübner, 1820.
- Eupseudosoma Grote, 1865.
- Evius Walker, 1855.
- Eyralpenus Butler, 1875.
- Fasslia Dognin, 1911.
- Fodinoidea Saalmüller, 1884.
- Galtara Walker, 1863.
- Glaucostola Hampson, 1901.
- Gonerda Moore, 1879.
- Gonotrephes Hampson, 1909.
- Gorgonidia Dyar, 1898.
- Grammia Rambur, 1866.
- Graphea Schaus, 1894.
- Graphelysia Hampson, 1911.
- Haemanota Hampson, 1901.
- Haemaphlebiella Collins, 1962.
- Halysidota Hübner, 1819.
- Haploa Hübner, 1820.
- Haplonerita Hampson, 1911.
- Heliozona Hampson, 1901.
- Hemihyalea Hampson, 1901.
- Hiera Druce, 1885.
- Himearctia Watson, 1975.
- Holoarctia Ferguson, 1984.
- Holomelina Herrich-Schäffer, 1855.
- Hyalarctia Schaus, 1901.
- Hyperandra Hampson, 1901.
- Hyperborea Grum-Grshimailo, 1900.
- Hypercompe Hübner, 1819.
- Hyperthaema Schaus, 1901.
- Hyphantria Harris, 1841.
- Hyphoraia Hübner, 1820.
- Hypidalia Hampson, 1901.
- Hypidota Schaus, 1904.
- Hypocrisias Hampson, 1901.
- Hypomolis Hampson, 1901.
- Hyponerita Hampson, 1901.
- Idalus Walker, 1855.
- Ilemodes Hampson, 1900.
- Ischnarctia Bartel, 1903.
- Ischnocampa Felder, 1874.
- Ischnognatha Felder, 1874.
- Karschiola Gaede, 1926.
- Kiriakoffalia Toulgoët, 1978.
- Kodiosoma Stretch, 1872.
- Lacydes Walker, 1855.
- Lafajana Dognin, 1891.
- Laguerreia Toulgoët, 2000.
- Lalanneia Toulgoët, 1989.
- Lampruna Schaus, 1894.
- Lemyra Walker, 1856.
- Lepidojulia Orfila, 1952.
- Lepidokirbyia Travassos, 1943.
- Lepidolutzia Rego Barros, 1956.
- Lepidozikania Travassos, 1949.
- Leptarctia Stretch, 1872.
- Lepypiranga Rego Barros, 1966.
- Lerina Walker, 1854.
- Leucaloa Butler, 1875.
- Leucanopsis Rego Barros, 1956.
- Leucopardus Hampson, 1894.
- Lithosarctia Daniel, 1954.
- Lophocampa Harris, 1841.
- Machadoia Rego Barros, 1956.
- Machaeraptenus Schaus, 1894.
- Macrobrochis Herrich-Schäffer, 1855.
- Mallocephala Blanchard, 1852.
- Mannina Dyar, 1916.
- Maurica de Freina et Witt, 1984.
- Mazaeras Walker, 1855.
- Melanarctia Watson, 1975.
- Melese Walker, 1854.
- Mellamastus Rego Barros, 1959.
- Mellona van Eecke, 1926.
- Melora Walker, 1855.
- Menegites Kiriakoff, 1954.
- Metacrias Meyrick, 1887.
- Metacrisia Hampson, 1901.
- Metacrisiodes Dyar, 1916.
- Metaxanthia Druce, 1899.
- Micralarctia Watson, 1988.
- Micrarctia Seitz, 1910.
- Migoplastis Felder, 1868.
- Munona Schaus, 1894.
- Nannoarctia.
- Nannodota Hampson, 1911.
- Neidalia Hampson, 1901.
- Neoarctia Neumoegen et Dyar, 1893.
- Neonerita Hampson, 1901.
- Neozatrephes Druce, 1893.
- Neuroxena Kirby, 1896.
- Nezula Schaus, 1896.
- Nikaea Moore, 1879.
- Notarctia Smith, 1938.
- Nyctemera Hübner, 1820.
- Nyearctia Watson, 1975.
- Ochrodota Hampson, 1901.
- Ocnogyna Lederer, 1853.
- Olepa Watson, 1980.
- Omochroa Rambur, 1866.
- Onythes Walker, 1855.
- Opharus Walker, 1855.
- Ordishia Watson, 1975.
- Ormetica Clemens, 1861.
- Oroncus Seitz, 1910.
- Orontobia De Freina, 1997.
- Pachydota Hampson, 1901.
- Palaeomolis Hampson, 1909.
- Palearctia Ferguson, 1984.
- Panaxia Tams, 1939
- Pangora Moore, 1879.
- Paracles Walker, 1855.
- Paralacydes Aurivillius, 1899.
- Paralpenus Watson, 1988.
- Paramaenas Grünberg, 1911.
- Paranerita Hampson, 1901.
- Paraplastis Hampson, 1901.
- Pararctia Sotavalta, 1965.
- Parasemia Hübner, 1820.
- Paraspilarctia.
- Parathyris Hübner, 1819.
- Pareuchaetes Grote, 1865.
- Parevia Hampson, 1901.
- Pelochyta Hübner, 1819.
- Pericallia Hübner, 1820.
- Phaegoptera Herrich-Schäffer, 1853.
- Phaeomolis Hampson, 1901.
- Phaos Walker, 1855.
- Phlyctaenogastra Gaede, 1915.
- Phragmatobia Stephens, 1828.
- Pitane Walker, 1854.
- Pithea Walker, 1856.
- Platarctia Packard, 1864.
- Platyprepia Dyar, 1897.
- Poecilarctia Aurivillius, 1921.
- Premolis Hampson, 1901.
- Preparctia Hampson, 1901.
- Pryteria Möschler, 1883.
- Pseudalus Schaus, 1896.
- Pseudamastus Toulgoët, 1985.
- Pseudapistosia Möschler, 1878.
- Pseudischnocampa Rothschild, 1935.
- Pseudogaltara Toulgoët, 1978.
- Pseudopharus Hampson, 1901.
- Pseudotesselarctia Travassos, 1949.
- Psychophasma Butler, 1878.
- Purius Walker, 1855.
- Pydnaodes Hampson, 1911.
- Pygarctia Grote, 1871.
- Pygoctenucha Grote, 1883.
- Pyrrharctia Packard, 1864.
- Rajendra Moore, 1879.
- Regobarrosia Watson, 1975.
- Rhipha Walker, 1854.
- Rhodareas Kirby, 1892.
- Rhodogastria Hübner, 1819.
- Rhyparia Hübner, 1820.
- Rhyparioides Butler, 1877.
- Robinsonia Grote, 1865.
- Romualdia Rego Barros, 1957.
- Saenura Wallengren, 1858.
- Satara Walker, 1865.
- Scaptius Walker, 1855.
- Schalotomis Hampson, 1920.
- Sebastia Kirby, 1892.
- Secusio Walker, 1854.
- Seirarctia Packard, 1864.
- Selenarctia Watson, 1975.
- Senecauxia Toulgoët, 1989.
- Seydelia Kiriakoff, 1952.
- Sibirarctia Dubatolov, 1987.
- Sinoarctia Dubatolov, 1987.
- Sinowatsonia Dubatolov, 1996.
- Soritena Schaus, 1924.
- Spilarctia Butler, 1875.
- Spilosoma Curtis, 1825.
- Spiris Hübner, 1819.
- Stauropolia Skalski, 1988.
- Stenarctia Aurivillius, 1899.
- Stenucha Hampson, 1901.
- Stidzaeras Druce, 1905.
- Sutonocrea Butler, 1876.
- Sychesia Möschler, 1878.
- Symphlebia Felder, 1874.
- Syntomostola Dognin, 1912.
- Tajigyna Dubatolov, 1990.
- Tancrea Püngeler, 1898.
- Tatargina Butler, 1877.
- Teracotona Butler, 1878.
- Tesselarctia Hampson, 1901.
- Tessella Breyer, 1957.
- Tessellota Hampson, 1901.
- Thyromolis Hampson, 1901.
- Tinoliodes Wileman, 1915.
- Trichromia Hübner, 1819.
- Tricypha Möschler, 1878.
- Trocodima Watson, 1980.
- Turuptiana Walker, 1869.
- Tyria Hübner, 1819.
- Utetheisa Hübner, 1819.
- Venedictoffia Toulgoet, 1977.
- Virbia Walker, 1854.
- Viviennea Watson, 1975.
- Wanderbiltia Rego Barros, 1958.
- Watsonarctia de Freina et Witt, 1984.
- Watsonidia Toulgoët, 1981.
- Xanthoarctia Travassos, 1951.
- Xanthophaeina Hampson, 1901.
- Zaevius Dyar, 1910.
- Zatrephes Hübner, 1819.

## Fordítás
- Ez a szócikk részben vagy egészben  az   Arctiinae című francia Wikipédia-szócikk ezen változatának fordításán alapul.  Az eredeti cikk szerkesztőit annak laptörténete sorolja fel. Ez a jelzés csupán a megfogalmazás eredetét és a szerzői jogokat jelzi, nem szolgál a cikkben szereplő információk forrásmegjelöléseként.